# Miscellanea
Miscellanea es un género de foraminífero bentónico de la familia Pellatispiridae, de la superfamilia Nummulitoidea, del suborden Rotaliina y del orden Rotaliida. Su especie tipo es Nummulites miscella. Su rango cronoestratigráfico abarca desde el Selandiense (Paleoceno medio) hasta el Paleoceno (Thanetiense superior).

## Discusión
Algunas clasificaciones incluyen Miscellanea en la Familia Miscellaneidae.

## Clasificación
Miscellanea incluye a las siguientes especies:
- Miscellanea agriensis †
- Miscellanea antillea †
- Miscellanea aoldadensia †
- Miscellanea complanata †
- Miscellanea dukhani †
- Miscellanea globularis †
- Miscellanea hungarica †
- Miscellanea iranica †
- Miscellanea juliettae †
- Miscellanea minor †
- Miscellanea minuta †
- Miscellanea miscella †
- Miscellanea multicolumnata †
- Miscellanea nassauensis †
- Miscellanea primitiva †, también considerado como Akbarina primitiva †
- Miscellanea reticulosus †
- Miscellanea rhomboidea †
- Miscellanea soldadensis †
- Miscellanea tiwiensis †
- Miscellanea tobleri †
- Miscellanea yvettae †